# Miaotang (köpinghuvudort i Kina, Guizhou Sheng, lat 28,56, long 107,17)
Miaotang (kinesiska: 庙塘, 庙塘镇, 教良) är en köpinghuvudort i Kina. Den ligger i provinsen Guizhou, i den sydvästra delen av landet, omkring 220 kilometer norr om provinshuvudstaden Guiyang. Antalet invånare är 15 921. Befolkningen består av 8 016 kvinnor och 7 905 män. Barn under 15 år utgör 27,0 %, vuxna 15-64 år 60 %, och äldre över 65 år 11,0 %.